# Подгайська Ольга Сергіївна
Ольга Сергіївна Подгайська (нар. 21 березня 1981 року, Караганда, Казахська РСР) — композиторка, органістка, викладачка музичних дисциплін. З 1996 року живе і працює в Білорусії. Авторка симфонічних творів, творів для солістів, хору і оркестру, інструментальних ансамблів, музики для театру і кіно.

## Біографія
Ольга Сергіївна Подгайська народилася в Казахстані (м. Караганда). У 1996 році разом з сім'єю переїжджає в Республіку Білорусь в місто Ліда. Вступає до Лідського музичного училища на відділення музикознавства. Після закінчення продовжила навчання в Білоруській державній академії музики в класі професора В. В. Кузнєцова (композиція) і доцента В. В. Невдаха (орган). У 2006 році закінчує магістратуру за спеціальностями композиція і орган.
З 2006 по 2008 рік проходила асистентуру-стажування під керівництвом доцента В. В. Невдаха (орган). Учасниця ансамблів нової камерної музики «Five-storey ensemble» і «Rational diet».;
В 2016 році отримала стипендію польського уряду «Gaude Polonia» (польськ.) і проходила стажування в Музичному університеті імені Ф. Шопена (Варшава). Член Білоруської спілки композиторів з 2007 року.

## Визнання
- Лавреатка міжнародного конкурсу органістів в Санкт-Петербурзі (2004 р.)[1]
- Лавреатка міжнародного конкурсу композиторів імені А. П. Петрова (Санкт-Петербург, 2014)[3]

## Вибрані твори

### Сценічні твори
- «O:1» Опера-буффа в одній дії (2014)[4]

### Вокально-інструментальна музика
- Кантата на честь св. Роха для двох солістів, хору, камерного ансамблю та органу (2005)
- «Дзякуй Богу шо вясна прыйшла» для народного хору та камерного оркестру (2012)
- «Риба і небо» для змішаного хору і камерного хору (сл. А. Введенського, 2013)

### Оркестрова музика
- «Tortor lamentabilis» (2004)[2]
- «Uroboros» (2006)
- Концерт для органа з оркестром (2008)
- «Капітан планет» концерт для органу з оркестром (2008)
- «Не той місто» для цимбал, клавесина та камерного оркестру (2011)
- «Туман» для органу з оркестром (2014; за замовленням IX Міжнародного фестивалю Юрія Башмета)[5][6]
- «Капітан планет» для органу з оркестром (2018)[7]

### Камерно-інструментальна музика
- «Сонце згоріло» для валторни, маримби та фортепіано (2002)
- «Перетворення» для клавесина (2006)
- Пассакалия «Innhaaa» для 15-ти виконавців (2007)[2]
- «Епітафія» для 2-х скрипок, фагота та органу (2010,перекладення для двох скрипок і камерного оркестру, 2012)
- «Покровитель» для гобоя, ударних і фортепіано (2011, 2-га редакція для камерного ансамблю, 2013)
- «Дорога далеко від суєти — ось місце, де смерть допомагає життю» для скрипки і фортепіано (2013)
- «Долина місячних квітів» для 2-х мандолін і фортепіано (2014)

#### Твори для фортепіано
- Фортепіанний цикл «Вікна» (2001)
- «День шпигуна» для двох фортепіано (2009)[2]
- «Секретарі» для піаністів (2011)
- «Макао» (2014)

#### Твори для органа
- Соната «Alias» (2006)[2]
- «Прелюдія і пароплав» (2007)
- Ноктюрн (2008)
- «Orgelzeit» («Час органа», 2009)
- «Хор біля воріт» (2010)
- «Фата-моргана» (2014)

#### П'єси для органа і одного органіста
- «Той, чиє ім'я не називають», «Містер Коляда», «Три тиші», "Дорога далеко від суєти, «Alleluia» (2011—2013)
- «Сонце згоріло» для валторни, маримби та фортепіано (2002)
- «Відсутній грім» для скрипки та органу (2013)

### Вокальна музика
- «Шість днів мовчання» для голосу, туби, кларнета, литавр, віолончелі та вібрафону (2006)[2]
- «В п'яти кроках» для голосу та органу (2009)
- «Сніг лежить…» для сопрано, баритона та органа на слова О. І. Введенського (2009)
- «Будемо думати в ясний день» на слова А. Введенського (2010)

### Прикладна музика
- Музика до вистави «Звонити летіти» за творами Д. І. Хармса (2010, реж. О. Гайко)
- Музика для ансамблю солістів до фільму «Візник» (Швеція, 1921, реж. Віктор Шестрем)[8]
- Музика для камерного оркестру до фільму «Мешканець» (Велика Британія,1926, реж. Альфред Хічкок)